# Straight Edge as Fuck II
För andra betydelser, se Straight edge (olika betydelser).
Straight Edge as Fuck II är ett samlingsalbum av blandade artister, utgivet av Desperate Fight Records 1995. Skivan är den andra i raden av tre.

## Låtlista[2]
1. Shield - "Kaleidoscope"
2. Doughnuts - "The Demon and the Desert"
3. Situation 187 - "Hatchet"
4. Abhinanda - "All of Us"
5. Aim - "Another Friday Night"
6. Eclipse - "Impasse of Lies"
7. Final Exit - "Sing Along"
8. Saidiwas - "In the Ocean"
9. Refused - "Cheap"
10. Reason for Anger - "Function?"
11. Separation - "When the Day Comes"
12. Purusam - "Oceans"